# 托克莫克
托克莫克，也常作托克馬克（羅馬化：Tokmok，羅馬化：Tokmak），是一個位於吉尔吉斯斯坦楚河州的北部的城市，2005年時有人口60,654人。该市的海拔約816米，地理位置是北緯42度50分，東經75度17分。在城中可望见远处的皑皑的雪山。现今该市的居民多有东干族。在该市附近出土的斯基泰人的物品被送到了聖彼得堡與比什凱克的博物館裡。
该市位于吉尔吉斯斯坦与哈萨克斯坦的边界边上，北面是两者的界河楚河，该市距离该国首都比什凯克60公里，是楚河州的一个区级行政单位，该市从2004年到2006年4月19日曾经是楚河州的首府。有土西鐵路通往吉尔吉斯斯坦首都比什凯克。城南为新建的工业区。

## 名字
由于中亚在历史上的战乱不止，各个民族之间的迁徙异常频繁，也给这块土地留下了各种各样的名字，如碎葉城、八剌沙衮（Balasagun）、虎思斡耳朵等。
- 碎叶城，设于唐朝贞观年间，又作素叶城、素叶水城，因其依傍素叶水，故得此名。一度是安西都护府所在地。碎叶城在现在的托克马克西南，
- 八剌沙衮，作为喀喇汗国都城。在今托克马克以南，略微偏西处。
- 虎思斡耳朵，或译虎思斡耳朵，西辽开国君主耶律大石建都于八剌沙衮，并将其改名为别称虎思斡耳朵，在今托克马克东南。

## 历史

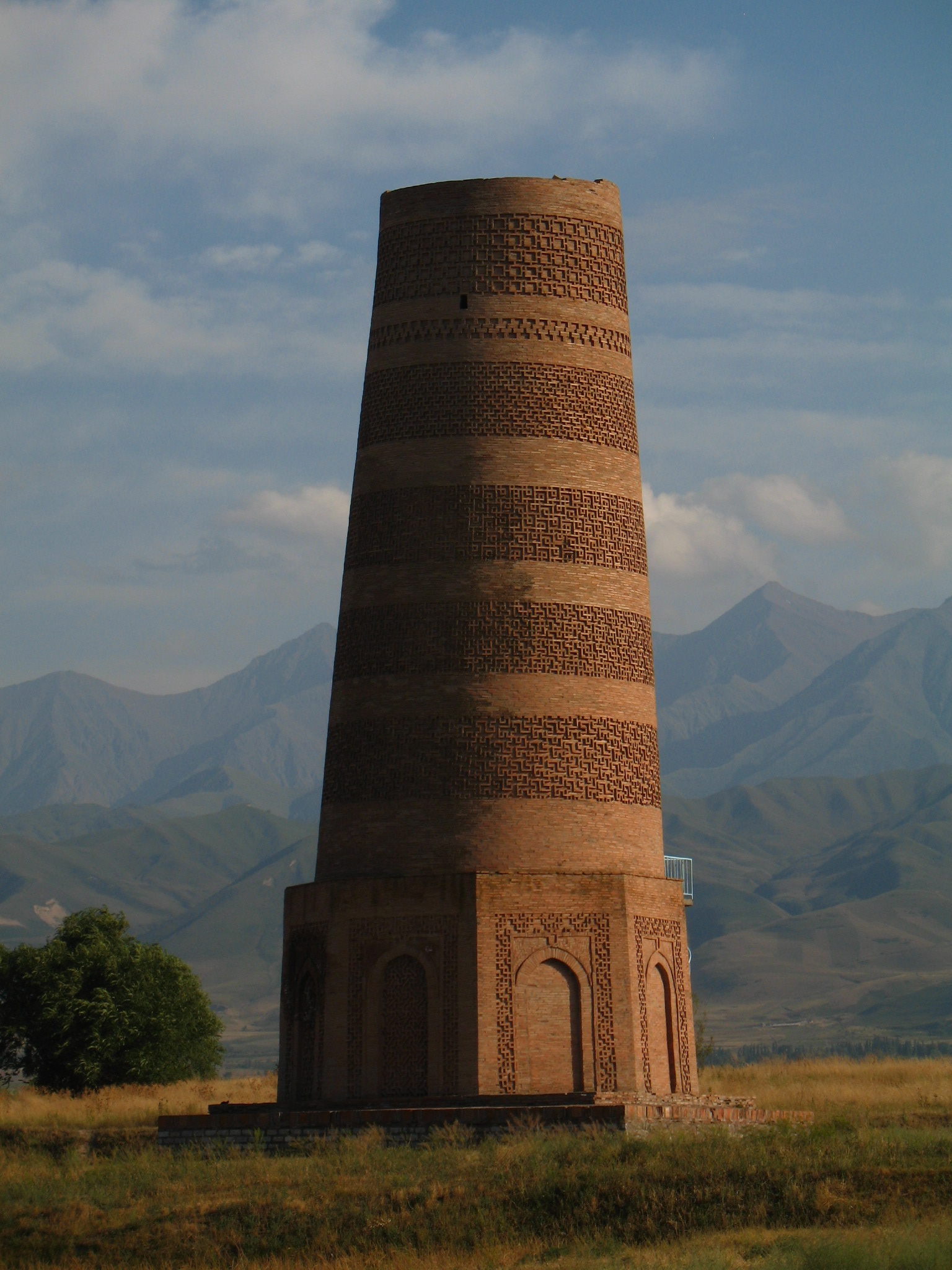
詩歌塔古迹

该市地处丝绸之路两条干线的交汇处，古时中西商人汇集于此，东西使者的必经之路。由于地处楚河河谷的中东部，有来自附近雪山上的雪水滋养，土地肥沃，物产丰富，气候宜人，对于中世纪那些强有力的征服者来说，这块土地是颇有吸引力，曾作为喀喇汗国、西辽的都城。成吉思汗征服西辽的时候，伊斯兰教徒杀死城中守军，哲别不战而入该城。
1830年代，这里曾作为浩罕汗国的一个军事前哨，30年后，它落入俄罗斯帝国的手中，俄国人拆毁了堡垒，现代的城市是米哈伊尔·切尔尼亚耶夫上校在1864年5月13日兴建的。
俄罗斯帝国灭亡后，该市成为了苏联的一部分，1927年建市。1938年通往比什凯克的铁路建成。
托克馬克從2004年到2006年4月19日曾經是吉爾吉斯楚河州的首府。

### 附近遗址
唐代碎叶城遗址在今托克马克东南8公里处。
郭沫若考證認為今日吉爾吉斯北部、巴爾喀什湖南面的楚河流域的托克馬克附近，是中國唐朝著名偉大詩人李白的出生地。李白的祖籍是隴西成紀（現在的甘肅秦安東），在武則天長安元年可能出生在西域的碎葉。
在托克馬克南方15公里處、11世紀的布拉納塔（Burana Tower）就是建在這個堡壘的附近，現在只殘存東半部的土丘。據信這堡壘可能是粟特人建立的，後來成了黑汗王朝的首都八剌沙衮（Balasagun）与西遼國首都虎思斡耳朵。

### 历史名人
- 李白 (有争议)
- 艾力汗·吐烈（1885年－1976年），男，曾于1944年11月至1946年6月在中国新疆北部建立东突厥斯坦共和国，担任总统。
- 焦哈尔·察尔纳耶夫（1993年－），男，归化美国国籍的车臣裔恐怖分子，2013年波士顿马拉松爆炸案的主犯。